# Tescalsia
Tescalsia là một chi bướm đêm thuộc họ Geometridae.